# Südtiroler Schützenbund

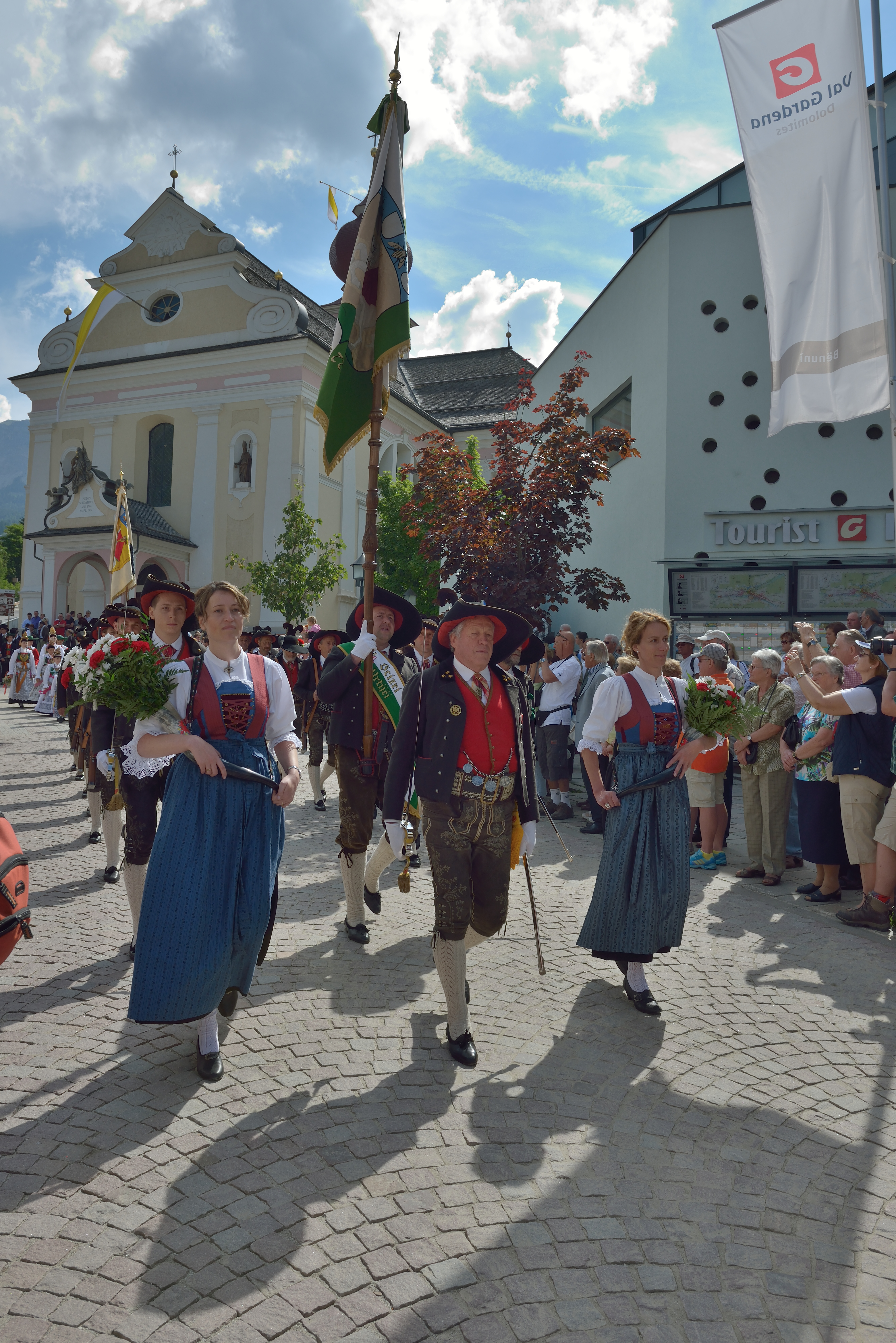
Die Schützenkompanie St. Ulrich in Gröden (2013)

Der Südtiroler Schützenbund (SSB) ist der Dachverband der Schützenvereine in Südtirol. Der Bund wurde am 2. März 1958 in Bozen gegründet, hat aber ältere Vorgängerorganisationen. Der Bund besteht derzeit aus 139 Mitgliedskompanien sowie zwei Schützenkapellen, die rund 5.000 Schützen und Marketenderinnen umfassen.

## Geschichte
Im Tiroler Raum gab es seit dem Spätmittelalter Schützenvereine, die in den Landgerichten und den Städten der früheren Grafschaft – so etwa in Bozen bereits 1488 nachweisbar – gebildet und wesentlich zu Verteidigungsaufgaben vorgehalten wurden. Dies wurde im sogenannten Landlibell von 1511 auch vertraglich fixiert.
Die Schützen wurden überregional durch den Tiroler Aufstand von 1809/10 bekannt und kamen auch in den Risorgimentokämpfen in den Grenzregionen des Trentino und der Lombardei zum Einsatz.
Im Ersten Weltkrieg wurden diese Verbände als Standschützen auch im Angriffs- und Abwehrkrieg, insbesondere an Ost- und Südfront, verwendet.
Nach der österreichisch-ungarischen Kriegsniederlage von 1918 und der Annexion Südtirols durch das Königreich Italien 1919 wurde das Schützenwesen schrittweise verboten und unter dem Faschismus ab 1922 völlig aus der Öffentlichkeit verbannt.
Das Schützenwesen wurde während der nationalsozialistischen Besetzung Südtirols 1943/45 reaktiviert, im Sinne des Regimes auf sogenannten Kreisschießen funktionalisiert und vom Tiroler Gauleiter Franz Hofer im Oktober 1944 als Standschützenverbände auch aktiv in den Volkssturm eingegliedert. Nach der Befreiung vom Nazifaschismus 1945 wurde das italienische Verbot erneuert, ehe es 1958 zur Neugründung kam. Erster Landeskommandant war Alois Pupp, ehemaliges Mitglied der NSDAP und Südtiroler Landeshauptmann der Jahre 1956–1960; als erster Geschäftsführer fungierte August Pardatscher, früheres Mitglied des Völkischen Kampfrings Südtirols und vormaliger Oberscharführer der SS.

## Zweck des Südtiroler Schützenbundes
Zweck des Bundes (siehe Statuten des SSB vom 1. Juni 2002) und der ihm angeschlossenen Schützenkompanien sowie Schützenkapellen sind:
- die Treue zu Gott, Festhalten am christlichen Glauben und am geistig-kulturellen Erbe der Vorfahren,
- der Schutz der Heimat und der Tiroler Lebens- und Wesensart,
- die Einheit des Landes Tirol, die beispielgebende Ausübung der Rechte und Pflichten der Südtiroler zur Erhaltung der Tiroler Wesensart und zur Existenzsicherung der deutschen und ladinischen Volksgruppe in der angestammten Heimat,
- die Freiheit und Würde des Menschen,
- die Pflege des Tiroler Schützenbrauchs, der heimatlichen Trachten und der heimatlichen Landschaft und Natur.

## Struktur und Organe des SSB

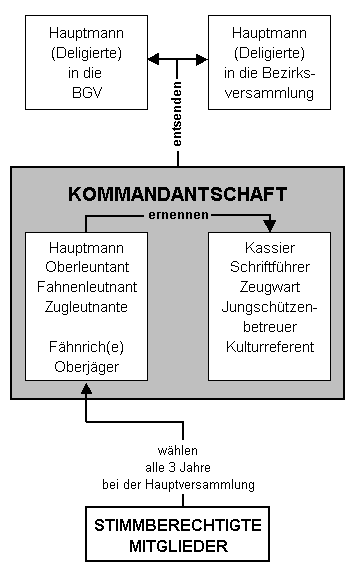
Organisation innerhalb der Schützenkompanien

Der Schützenbund ist in Bezirke gegliedert (Unterland, Wipptal, Pustertal, Brixen, Burggrafenamt, Vinschgau, Bozen).
Jede Schützenkompanie, bzw. Kapelle ist einem dieser Bezirke zugeordnet.
Innerhalb der Kompanien unterscheidet man zwischen aktiven, unterstützenden, und Ehrenmitgliedern.
Die Organe des Bundes sind:
- Bundesleitung
- Bundesausschuss
- Bundesversammlung
- Rechnungsprüfer (Kontrollorgan)
- Schiedsgericht

Die Bundesleitung (BL) setzt sich zusammen aus:
- Landeskommandant
- Landeskommandantstellvertreter
- Landeskurat (geistlicher Beistand)
- Bundesgeschäftsführer
- Bundeskassier
- Bundessekretär (hauptamtlich)
- Bezirksmajore
- Referenten

Bundesausschuss (BA)
- Mitglieder der Bundesleitung
- Bataillonskommandanten
- Delegierte, wobei jeder Schützenbezirk pro fünf Kompanien einen von ihnen gewählten Delegierten im Offiziersrang entsendet.

## Persönlichkeiten
- Alois Pupp (1900–1969), Südtiroler Landeshauptmann und ehemaliger Landeskommandant des SSB
- Georg Klotz (1919–1976), Südtiroler Separatist und ehemaliger Landeskommandant-Stellvertreter des SSB
- Karl Mitterdorfer (1920–2017), deutscher Jagdflieger, ehemaliger Landeskommandant des SSB und Politiker
- Luis Egger (1921–1982), Südtiroler Separatist und Folteropfer
- Luis Amplatz (1926–1964), Südtiroler Separatist, Mordopfer und Offizier der Schützenkompanie „Major Josef Eisenstecken“ Gries
- Franz Höfler (1933–1961), Südtiroler Separatist, Folteropfer und Unteroffizier der Schützenkompanie „Franz Höfler“ Lana
- Paul Bacher (1937–2023), ehemaliger Sportfunktionär und Landeskommandant des SSB
- Bruno Hosp (1938–2023), Politiker und ehemaliger Landeskommandant des SSB
- Luis Durnwalder (* 1941), Südtiroler Landeshauptmann und Ehrenmitglied des Schützenbezirkes Brixen
- Siegfried de Rachewiltz (* 1947), Ethnologe, Kulturhistoriker, Schriftsteller aus Südtirol und ehemaliger Kulturreferent des SSB
- Michl Ebner (* 1952), Unternehmer, Verleger, Autor, Politiker und ehemaliger Bundesmajor
- Pius Leitner (* 1954), Politiker und ehemaliger Landeskommandant des SSB
- Toni Ebner (* 1957), Journalist und ehemaliger Schriftleiter der Tiroler Schützenzeitung
- Peter Paul Rainer (* 1967), ehemaliger Politiker und Bildungs- und Kulturreferent des SSB
- Jürgen Wirth Anderlan (* 1970), Politiker und ehemaliger Landeskommandant des SSB
- Andreas Leiter Reber (* 1982), Politiker und ehemaliger Bezirksmajor des SSB